# Facebook F8
Facebook F8是Facebook举办的一项年度活动，主要针对那些为Facebook网站开发周边产品的开发者和企业家。这项活动通常在美国加利福尼亚州舊金山灣區举行。活动通常由马克·扎克伯格的主旨演讲开始，然后是一系列不同主题的分组会议。Facebook经常在活动中介绍新的产品特性，发布新产品等。
F8这个名字是源于Facebook的8小时黑客松。
2020年，F8因為COVID-19疫情取消實體活動，改以線上舉行。